# بیکسین
بیکسین (به انگلیسی: Bixin) یک ترکیب شیمیایی با شناسه پاب‌کم ۵۲۸۱۲۲۶ است. شکل ظاهری این ترکیب، بلورهای نارنجی است.